# Cornelis de Bruijn

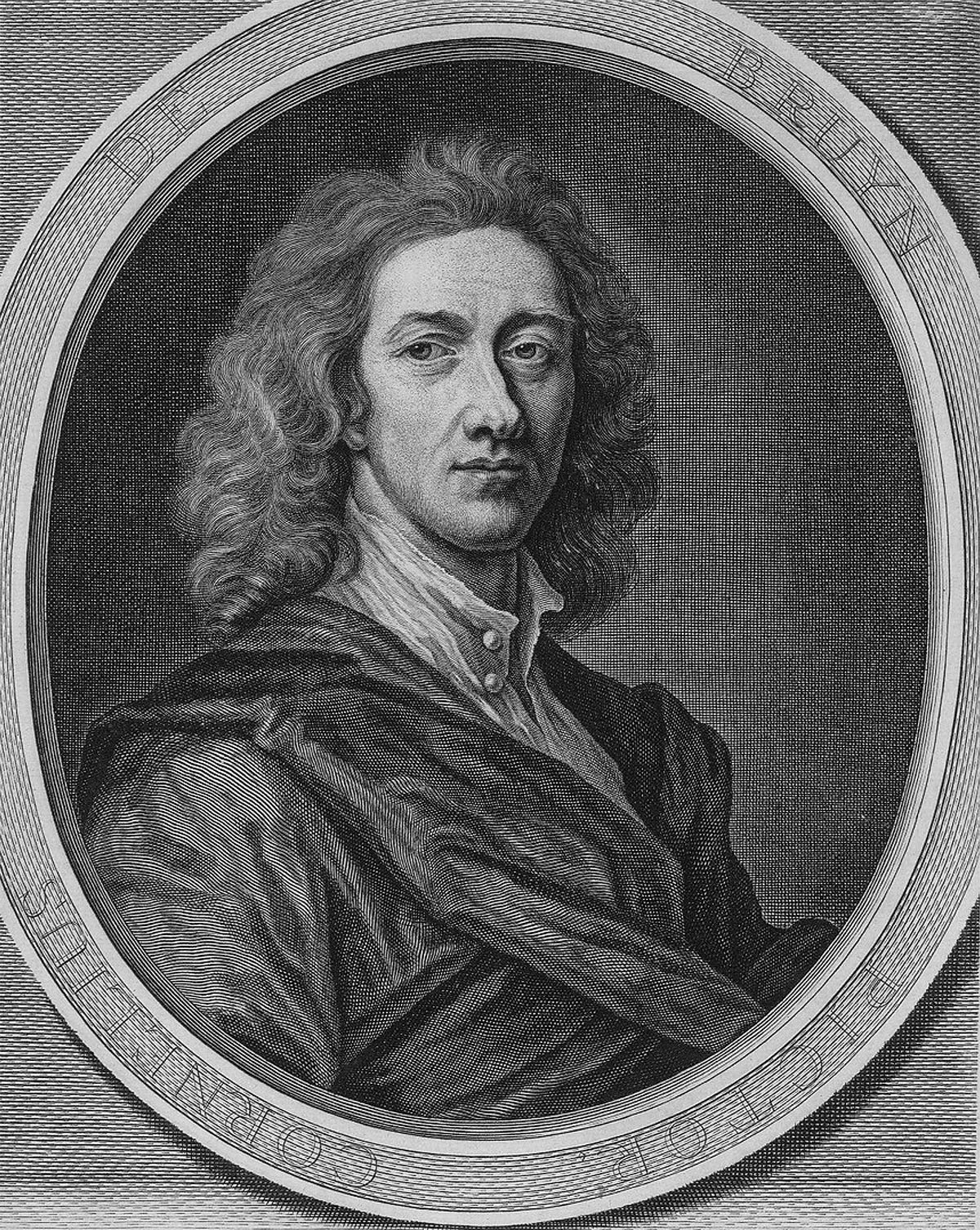
Cornelis de Bruijn op een gravure naar Godfrey Kneller.

Cornelis de Bruijn of Cornelis de Bruyn (Den Haag, 1652 - 1727) was een Nederlandse schilder, reiziger en schrijver. Hij maakte twee grote reizen (1674-1693 en 1701-1708) en publiceerde een geïllustreerd boek na zijn eerste reis. Het was het eerste boek met gegraveerde prenten in kleurendruk ter wereld.

## Biografie
Cornelis wilde reizen, maar werkte eerst op een schildersatelier in Den Haag. Gedurende zijn eerste reis samen met Pieter van der Hult trok hij door Duitsland naar Florence en Rome. Eind 1674 sloot hij zich aan bij de Bentvueghels en werd door zijn kunstbroeders Adonis genoemd. In 1678 reisde hij via Livorno naar Smyrna (İzmir), een stad met een Hollandse kolonie. Het jaar daarop tekende De Bruijn in Istanboel Turkse dames met hoofddoek. In 1681 kwam hij aan in Egypte, waar hij de piramide van Cheops beklom, en op de top een handtekening achterliet. Als eerste tekende hij een deel van het binnenste. Door de smorende hitte der Zon, vermoeid en verbrand keerde hij 's avonds terug. De Bruijn tekende veel steden in het Ottomaanse rijk, zoals Jeruzalem en Bethlehem in Palestina, meestal illegaal, en verbleef lange tijd in Aleppo. Hij tekende het door Aurelianus verwoestte Palmyra in Syrië, zonder daar te zijn geweest. Via Cyprus en Smyrna kwam hij in 1684 aan in Venetië en werkte samen met Johann Carlo Loth.
In 1693 was hij terug in Den Haag en verkocht meegebrachte of opgestuurde voorwerpen als souvenirs. In 1698 publiceerde hij in eigen beheer zijn eerste boek, een toeristische beschrijving met veel stadsgezichten, opgedragen aan Anton Ulrich van Brunswijk-Wolfenbüttel. Zijn tekeningen van Jeruzalem en van het binnenste van de piramide waren de eerste die gepubliceerd werden in Europa. De Bruijn, die ieder boek had gelezen in het Grieks of Latijn over die landen, spreidde een grote kennis ten toon, vaak humoristisch. Hij maakte o.a. gebruik van beschrijvingen door Olfert Dapper. Zijn boek was een succes; twee exemplaren hadden gekleurde illustraties, volgens een procedé uitgedacht door Johannes Teyler.
In 1699 werd hij hoofdman van het plaatselijke schildersgilde. In 1700 reisde hij naar Engeland.

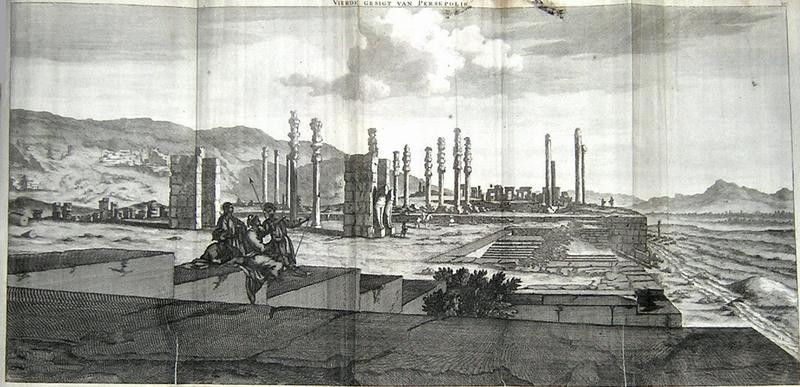
Tekening van Persepolis uit 1704.

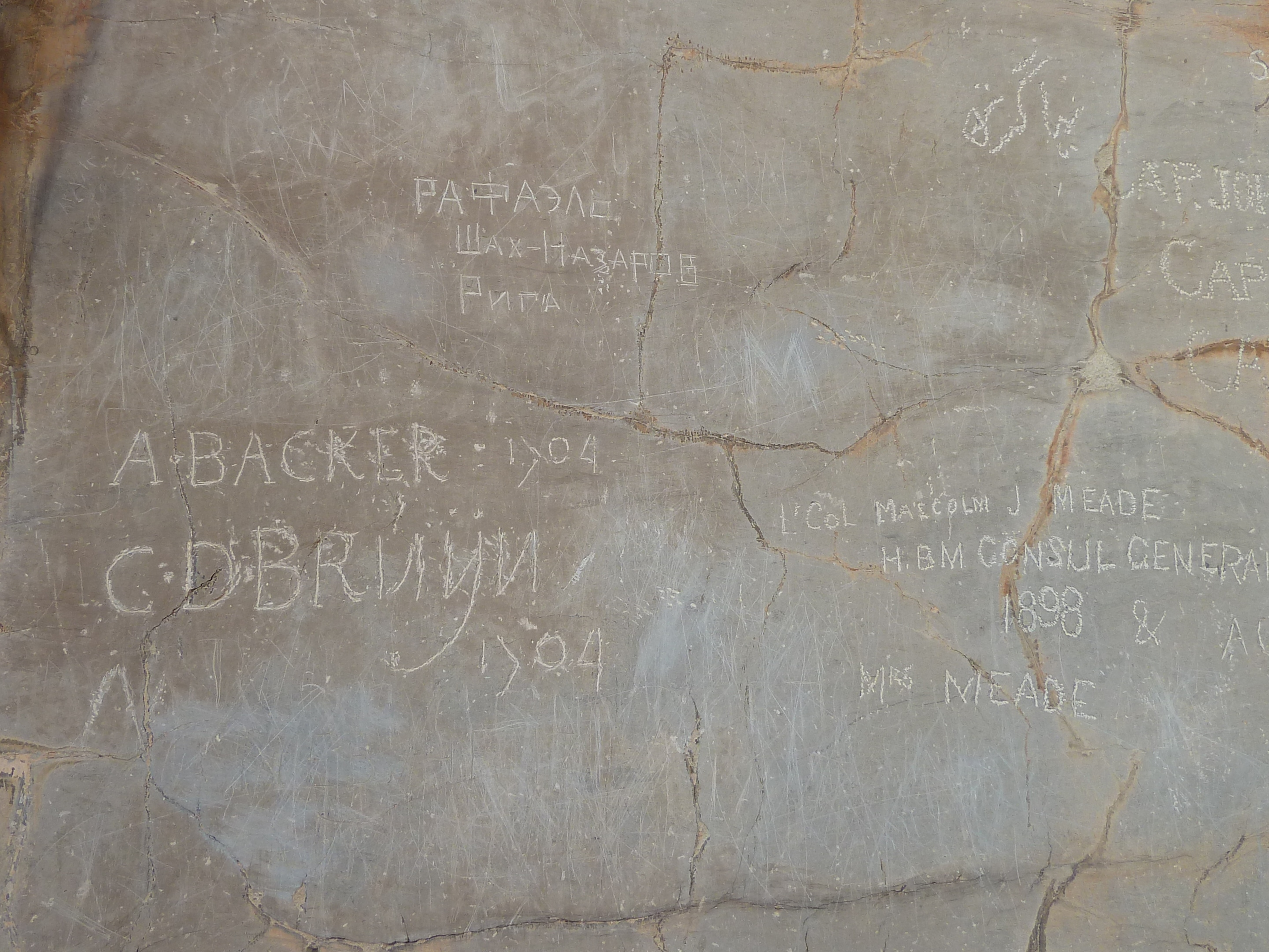
Graffiti uit 1704 met de naam van De Bruijn en VOC-functionaris Adriaan de Backer in de Poort van alle Naties in Persepolis. Begin 20e eeuw zette Maurits Wagenvoort zijn naam eronder en maakte er een foto van. Omdat zijn inscriptie te onduidelijk bleek, 'verbeterde' hij de foto voor zijn publicatie. Zijn inscriptie is nu niet meer zichtbaar.

## Tweede reis
In 1701 begon hij aan zijn tweede reis. Hij bezocht Archangelsk en de Samojeden in Noord-Rusland. In Moskou aangekomen vroeg tsaar Peter de Grote hem zijn nichtjes te schilderen (de conversatie verliep in het Nederlands). De Bruijn schilderde hun portretten die werden verstuurd aan mogelijke huwelijkskandidaten. De Bruijn kreeg als eerste buitenlander de gelegenheid diverse belangwekkende gebouwen in Moskou en elders in Rusland te beschrijven en te tekenen. Voor de iconografie van de Russische steden is zijn werk van onschatbare waarde. Hij besteedde ook aandacht aan kleding, straffen, bruiloften, voedsel, de wodka en wijn, het weer en de manier van reizen. Twee jaar later trok hij door over de Oka en de Wolga naar Astrachan en maakte kennis met de Tsjerkessen en de Tataren in het zuiden. Hij tekende inheemse gewassen en dieren en stuurde gedroogde planten en zaden op. 
In Perzië maakte hij tekeningen van Isfahan en Persepolis, ooit verwoest door Alexander de Grote, waar hij drie maanden verbleef. De Bruijn publiceerde tekeningen van het spijkerschrift. Het reisde in 1705 verder naar Ceylon en Java en logeerde bij Joan van Hoorn, die zich liet portretteren. Hij bracht een bezoek aan de sultan van Bantam. Na een half jaar kwam De Bruijn via dezelfde route terug (1708). In Perzië kon hij beslag leggen op een kopie van het boek van Ferdowsi, genaamd Sjahnama en maakte het toegankelijk voor het Westen. In Polen wist De Bruijn ternauwernood te ontsnappen aan de legers, plunderend tijdens de Grote Noordse Oorlog. Hij reisde terug naar Moskou, bleef een half jaar hangen en verliet het land via Archangelsk.
Het is niet bekend hoe hij zijn reizen financierde, mogelijk met rentebrieven. Cornelis de Bruijn logeerde onderweg vaak bij Nederlandse kooplieden. De Amsterdamse burgemeester Nicolaes Witsen hielp hem aan de juiste contacten en spoorde hem aan nauwkeurige tekeningen van de geruïneerde stad met veertig zuilen, Persepolis, te leveren. 
Zijn tweede, een meer wetenschappelijk boek was een minder groot succes en De Bruijn werd opnieuw beschuldigd van plagiaat, een veelvuldig voorkomend euvel in die tijd. De Bruijn woonde in Amsterdam, maar toen hij in de schulden raakte, vluchtte De Bruijn naar Vianen. Cornelis werd door de zijdekoopman Van Mollum uitgenodigd te komen wonen in zijn landhuis Zijdebalen aan de Vecht.

## Werken
- Reizen van Cornelis de Bruyn door de vermaardste Deelen van Klein Asia etc. Verrijkt met meer als 200 kunstplaaten door den auteur zelf na het leven afgeteekend (1698)
- Corneille le Brun, Voyage au Levant (Franse vertaling, 1700)
- Corneille le Brun, A Voyage to the Levant: or Travels in the Principal Parts of Asia Minor (English translation, 1702)
- Reizen over Moskovie, door Persie en Indie verrijkt met 300 kunstplaaten door den auteur zelf na 't leven afgeteekend (1711)
- Aenmerkingen Over de Printverbeeldingen van de Overblijfzelen van het Oude Persepolis (1714)
- Voyages de Corneille le Brun par la Moscovie, en Perse, et aux Indes Occidentales (French translation, 1718)
- Corneille le Brun, Voyage to the Levant and Travels into Moscovy, Persia, and the East Indies (English translation, 1720)
- C. le Brun, An Abstract of M.C. Le Brun's Travels through Russia (1722)
- Puteshestvie cerez Moskouviju Kornelija de Brujna (Russian excerpt 1873)

## Schetsen

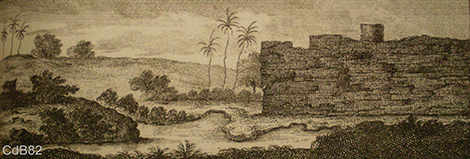
De plek waar Bitja Mozes uit de Nijl redde.
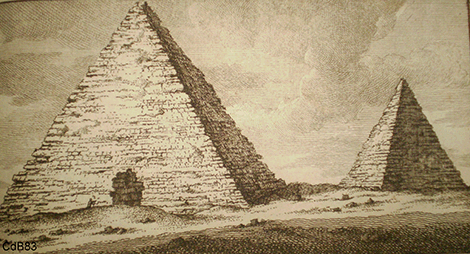
Bezoek aan de Piramiden van Gizeh (ca. 1698)
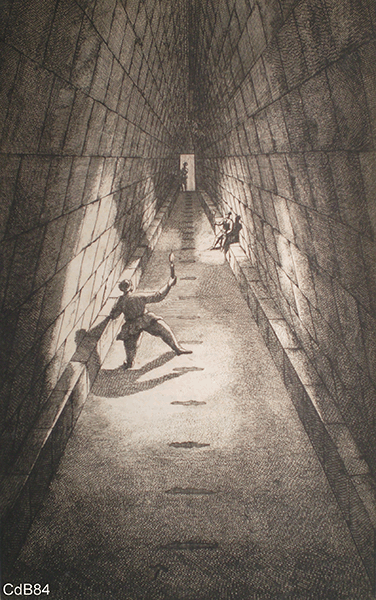
Centrale hal in de Pyramide van Cheops (ca. 1698)
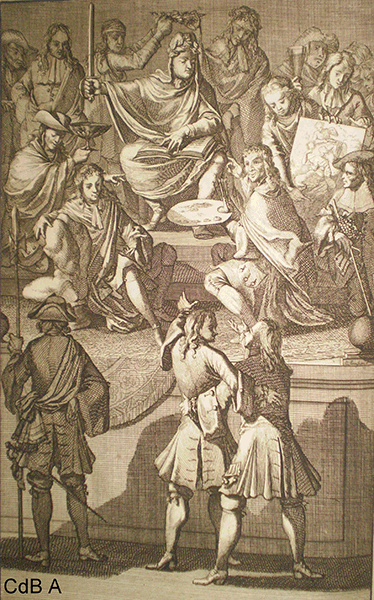
De bendvogels (Bentvueghels) (1676)

- Bibsys: 2033829
- Biblioteca Nacional de España: XX1564548
- Bibliothèque nationale de France: cb14510373t (data)
- Biografisch Portaal: 04479779
- Digitale Bibliotheek voor de Nederlandse Letteren: bruy004
- Gemeinsame Normdatei: 115722122
- International Standard Name Identifier: 0000 0001 1947 3738
- Library of Congress Control Number: nr91007110
- Nationale Bibliotheek van Tsjechië: mzk2009511738
- Nationale bibliotheek van Australië: 35023196
- Nationale Bibliotheek van Israël: 987007504318005171
- Nationale Bibliotheek van Polen: a0000003684111
- Nederlandse Thesaurus van Auteursnamen: 069381682
- Réseau des bibliothèques de Suisse occidentale: 02-A000023362
- RKD-Nederlands Instituut voor Kunstgeschiedenis: 13644
- LIBRIS: 344116
- SNAC: w6zg963k
- Système universitaire de documentation: 085799858
- Trove: 797170
- Union List of Artist Names: 500003180
- Virtual International Authority File: 19913014
- WorldCat: E39PBJpJfwgrBWFrpyRY4rHQv3